# Strobilanthes medogensis
Strobilanthes medogensis är en akantusväxtart som först beskrevs av Hsi Wen Li, och fick sitt nu gällande namn av John Richard Ironside Wood och Y.F.Deng. Strobilanthes medogensis ingår i släktet Strobilanthes och familjen akantusväxter. Inga underarter finns listade i Catalogue of Life.